# Amphionpark

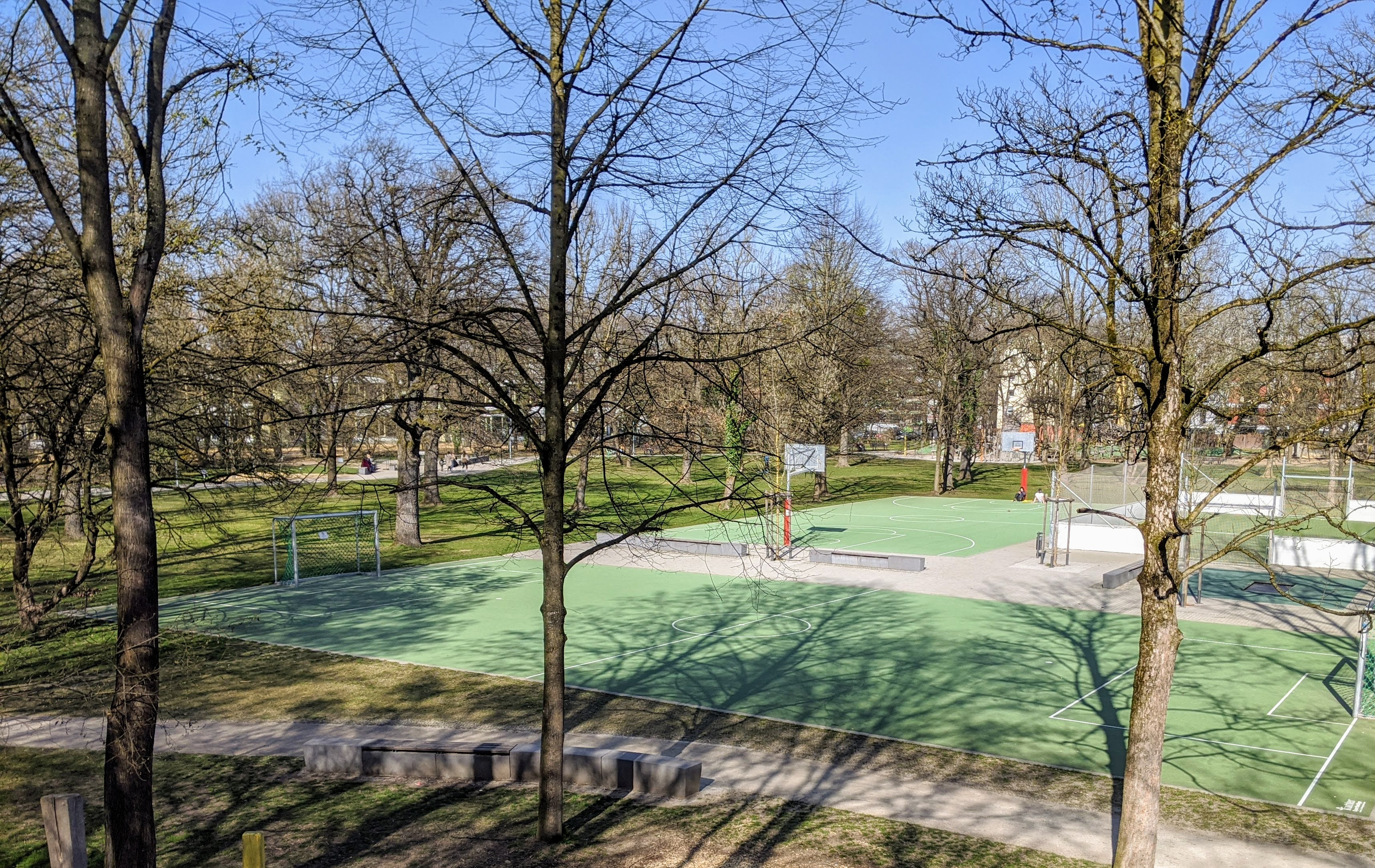
Amphionpark

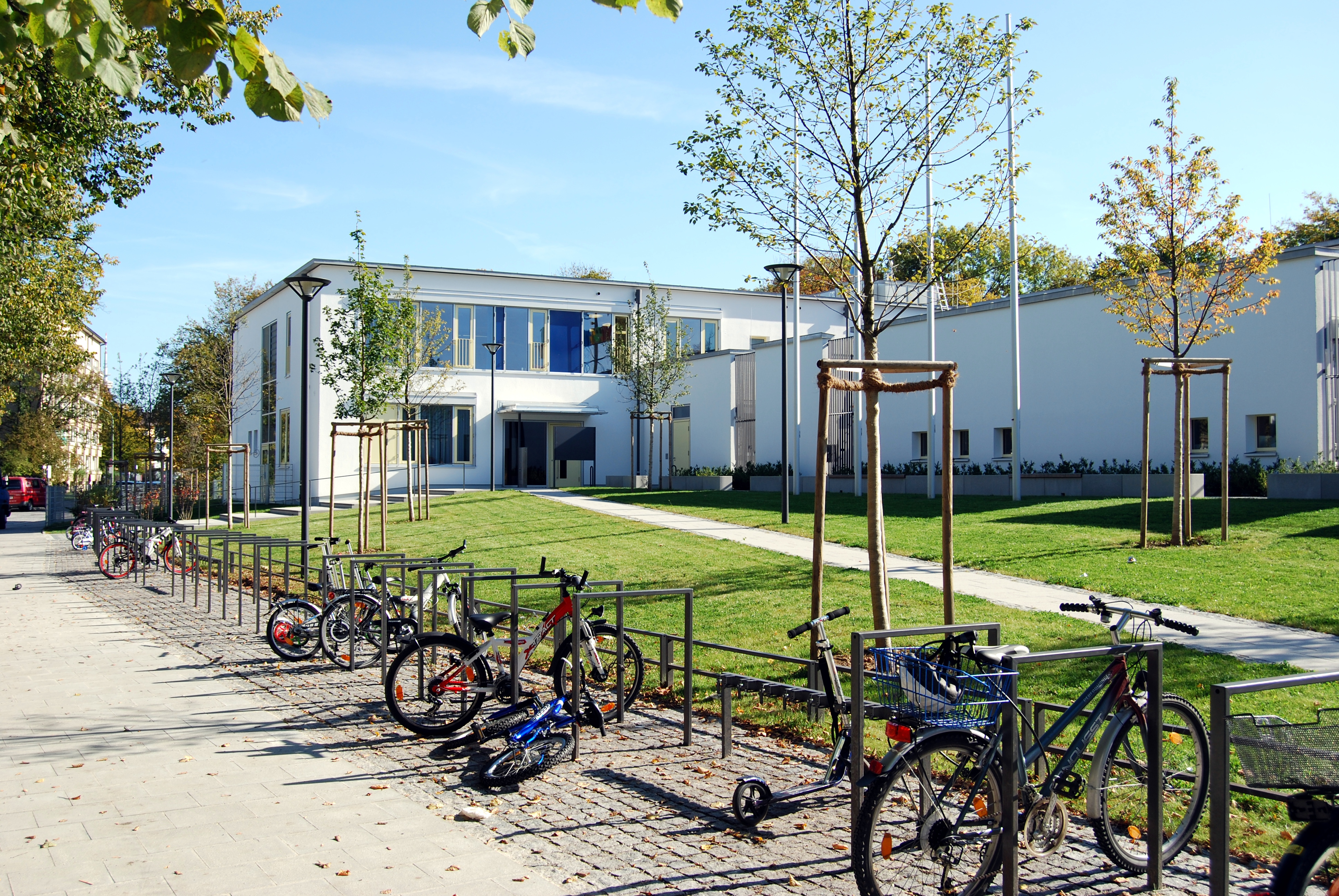
Grundschule am Amphionpark

Der Amphionpark ist eine ungefähr 3 ha große Grünanlage am Wintrichring nördlich des Westfriedhofes im Münchner Stadtbezirk Moosach.

## Beschreibung
Es gibt dort einen großen Spielplatz. Nördlich schließt sich die Grundschule am Amphionpark an. 

## Geschichte
Der Name rührt von einem Gesangsverein her, der in einem Gasthaus (an der Stelle der heutigen Schule) beheimatet war und sich nach dem griechischen Gott Amphion benannt hatte. 2018 wurde der Park für etwa 1,1 Mio. € aus dem Projekt Soziale Stadt umgestaltet und aufgewertet.